# Crassostrea rhizophorae
Ne doit pas être confondu avec Crassostrea gasar ou Isognomon alatus.
Huître de palétuvier, Huître de mangrove
Espèce
Crassostrea rhizophorae (Guilding, 1828) est une huître vivant dans les mangroves des Caraïbes et de l'Amérique du Sud.
C'est une espèce indigène sud-américaine, présente sur la façade atlantique ; sa culture est possible.

## Élevage
En Guyane, cette espèce d'huître est principalement élevée dans la commune de Montsinéry-Tonnegrande.